# 8232 Akiramizuno
8232 Akiramizuno eller 1997 UW3 är en asteroid i huvudbältet som upptäcktes den 26 oktober 1997 av den japanska astronomen Takao Kobayashi vid Ōizumi-observatoriet. Den är uppkallad efter Akira Mizuno.
Asteroiden har en diameter på ungefär 5 kilometer.